# Eric Wohlberg
Eric Wohlberg (Oakville, 8 de enero de 1965) es un ciclista canadiense. Fue profesional de 1996 a 2008, llegando a ganar el Campeonato de Canadá Contrarreloj siete veces consecuitvas de 1997 a 2003. Fue medalla de oro en los Juegos de la Commonwealth de 1998 y en los Juegos Panamericanos de 1999. Participó en los Juegos Olímpicos de 1996, 2000 y 2004.

## Palmarés
| 1995 - Tour de Beauce 1996 - Tour de Hokkaido - 2.º en el Campeonato de Canadá en Ruta - Campeonato de Canadá Contrarreloj 1997 - Campeonato de Canadá Contrarreloj - 1 etapa del Tour de Langkawi - 2.º en el Campeonato de Canadá en Ruta 1998 - Campeonato de Canadá Contrarreloj 1999 - Campeonato de Canadá Contrarreloj - Juegos Panamericanos Contrarreloj - 1 etapa del Tour de Langkawi - 2 etapas del Tour de Beauce 2000 - Campeonato de Canadá Contrarreloj - Tour de Hokkaido - Tour de Gila - 1 etapa del Herald Sun Tour - 1 etapa de la Fitchburg Longsjo Classic | 2001 - Campeonato de Canadá Contrarreloj - 2 etapas del Tour de Southland - Fitchburg Longsjo Classic, más 1 etapa 2002 - Campeonato de Canadá Contrarreloj - 1 etapa del Tour de Southland 2003 - Campeonato de Canadá Contrarreloj - 1 etapa del Herald Sun Tour - 3.º en el Campeonato de Canadá en Ruta 2004 - Tour de Wellington, más 1 etapa - 1 etapa del Tour de Langkawi - Tour de Elk Grove - 2.º en el Campeonato de Canadá Contrarreloj 2005 - 2.º en el Campeonato de Canadá Contrarreloj - 2.º en el Campeonato de Canadá en Ruta 2006 - 3.º en el Campeonato de Canadá Contrarreloj - 3.º en el Campeonato Panamericano Contrarreloj |